# Hannonia stocki
Hannonia stocki är en havsspindelart som beskrevs av Munilla, T. 1993. Hannonia stocki ingår i släktet Hannonia och familjen Callipallenidae. Inga underarter finns listade i Catalogue of Life.